# Dichaetomyia shichitoensis
Dichaetomyia shichitoensis är en tvåvingeart som beskrevs av Shinonaga och Tadao Kano 1971. Dichaetomyia shichitoensis ingår i släktet Dichaetomyia och familjen husflugor. Inga underarter finns listade i Catalogue of Life.